# Ференц Кемен
Вижте пояснителната страница за други личности с името Камени.
Ференц Кемен (на унгарски: Kemény Ferenc) е унгарски учител и писател (предлаган за Нобелова награда за литература през 1901 и 1902 г., спортен функционер и съдия.

## Биография
Роден е на 17 юли 1860 г. в Зренянин. Завършва гимназия в Будапеща, където продължава обучението си в педагогически институт. Продължава да се обучава в Щутгарт. През 1883 г. получава степен по преподаване на математика и физика в университета в Будапеща.
През 1884 г. заминава за Париж, като изнася лекции в Парижкия учебно-изследователски Колеж дьо Франс.
В студентските среди се среща с Пиер дьо Кубертен. Като учител Кемени е очарован от идеята на Кубертен за образователна реформа.
Самоубива се заедно с жена си на 21 ноември 1944 г. в Будапеща.